# La Cebadilla, Durango
La Cebadilla är en ort i Mexiko.   Den ligger i kommunen Tamazula och delstaten Durango, i den västra delen av landet, 1 000 km nordväst om huvudstaden Mexico City. La Cebadilla ligger 2 347 meter över havet och antalet invånare är 168.
Terrängen runt La Cebadilla är bergig västerut, men österut är den kuperad. Runt La Cebadilla är det mycket glesbefolkat, med 3 invånare per kvadratkilometer. Närmaste större samhälle är Todos Santos, 7,8 km öster om La Cebadilla. I omgivningarna runt La Cebadilla växer huvudsakligen savannskog.